# Айленд-Лейк (тауншип, округ Лайон, Миннесота)
Айленд-Лейк (англ. Island Lake) — тауншип в округе Лайон, Миннесота, США. На 2000 год его население составило 208 человек.

## География
По данным Бюро переписи населения США площадь тауншипа составляет 93,7 км², из которых 92,5 км² занимает суша, а 1,3 км² — вода (1,35 %).

## Демография
По данным переписи населения 2000 года здесь находились 208 человек, 76 домохозяйств и 63 семьи.  Плотность населения —  2,2 чел./км².  На территории тауншипа расположено 78 построек со средней плотностью 0,8 построек на один квадратный километр. Расовый состав населения: 95,67 % белых, 2,40 % афроамериканцев, 1,44 % коренных американцев и 0,48 % приходится на две или более других рас.
Из 76 домохозяйств в 34,2 % воспитывались дети до 18 лет, в 77,6 % проживали супружеские пары и в 17,1 % домохозяйств проживали несемейные люди. 17,1 % домохозяйств состояли из одного человека, при том 5,3 % из — одиноких пожилых людей старше 65 лет. Средний размер домохозяйства — 2,74, а семьи — 3,02 человека.
26,9 % населения — младше 18 лет, 8,7 % — в возрасте от 18 до 24 лет, 26,9 % — от 25 до 44, 23,6 % — от 45 до 64, и 13,9 % — старше 65 лет. Средний возраст — 37 лет. На каждые 100 женщин приходилось 108,0 мужчин.  На каждые 100 женщин старше 18 приходилось 117,1 мужчин.
Средний годовой доход домохозяйства составлял 44 688 долларов, а средний годовой доход семьи —  45 417 долларов. Средний доход мужчин —  37 500  долларов, в то время как у женщин — 16 607. Доход на душу населения составил 18 522 доллара. За чертой бедности находились 12,7 % семей и 12,0 % всего населения тауншипа, из которых 11,1 % младше 18 и 31,8 % старше 65 лет.